# Nachman von Horodenka
Nachman von Horodenka (hebräisch נחמן פון האראדענקע; um 1700?–nach 1764) war ein chassidischer Rabbiner und Vertrauter von Baal Schem Tow.

## Leben
Nachman war Rabbiner in Horodenka in Galizien. Geburtsjahr und Geburtsort sind unbekannt. Um 1740 war er das erste Mal mit einem seiner Söhne für zwei Jahre in Israel. Nach seiner Rückkehr war er ein enger Vertrauter von Baal Schem Tow.
1764 ging er wieder nach Israel, nach Tiberias. Dort starb er, sein Todesdatum ist unsicher, möglich sind der 2. Tammus 5525 = 21. Juni 1765, der 2. Tammus 5526 = 9. Juni 1766, oder ein anderes Datum.
Sein Enkel Rabbi Nachmann von Brazlaw war Begründer der Brazlawer Chassidim.